# Букачівська Слобода
Букачівська Слобода́ —  село Івано-Франківського району Івано-Франківської області. Входить до складу Букачівської селищної громади.

## Історія
1 жовтня 1931 р. сільська гміна (самоврядна громада) Слобода Букачівська Рогатинського повіту Станиславівського воєводства ліквідована і її територію приєднано до сільської гміни Букачівці того ж повіту.